# Бирак (Жиронда)
Бирак (фр. Birac) насеље је и општина у југозападној Француској у региону Аквитанија, у департману Жиронда која припада префектури Лангон.
По подацима из 2011. године у општини је живело 227 становника, а густина насељености је износила 22,32 становника/km². Општина се простире на површини од 10,17 km². Налази се на средњој надморској висини од 130 метара (максималној 135 m, а минималној 48 m).

## Демографија
| 1962. | 1968. | 1975. | 1982. | 1990. | 1999. | 2011. |
| ----- | ----- | ----- | ----- | ----- | ----- | ----- |
| 222   | 233   | 188   | 200   | 180   | 182   | 227   |

График промене броја становника у току последњих година